# 三圣徒号战列舰
“三圣徒”号战列舰（羅馬化：Tri Sviatitelia，直译：三圣司教）是一艘19世纪90年代建造的俄羅斯帝國海軍前無畏艦。该舰曾在黑海舰队服役，在1905年6月追击叛变的“波将金”号战列舰时为舰队旗舰。在第一次世界大战期间，本舰与德国战列巡洋舰“戈本”号两次遭遇，但都未成功击退对方。从1915年起，作为舰队中最老旧的舰只，该舰转为负责海岸轰炸。1917年俄国二月革命开始时，“三圣徒”号正在塞瓦斯托波尔进行改装，之后再未投入使用。
1918年5月，德军占领塞瓦斯托波尔，“三圣徒”号被俘，1918年11月停战后被移交给协约国军。1919年英军从塞瓦斯托波尔撤退时摧毁了该舰动力，以阻止攻入的布尔什维克用其对付俄国白军。1920年，白军撤离克里米亚，该舰又被遗弃，并最终在1923年被废弃拆解。

## 设计

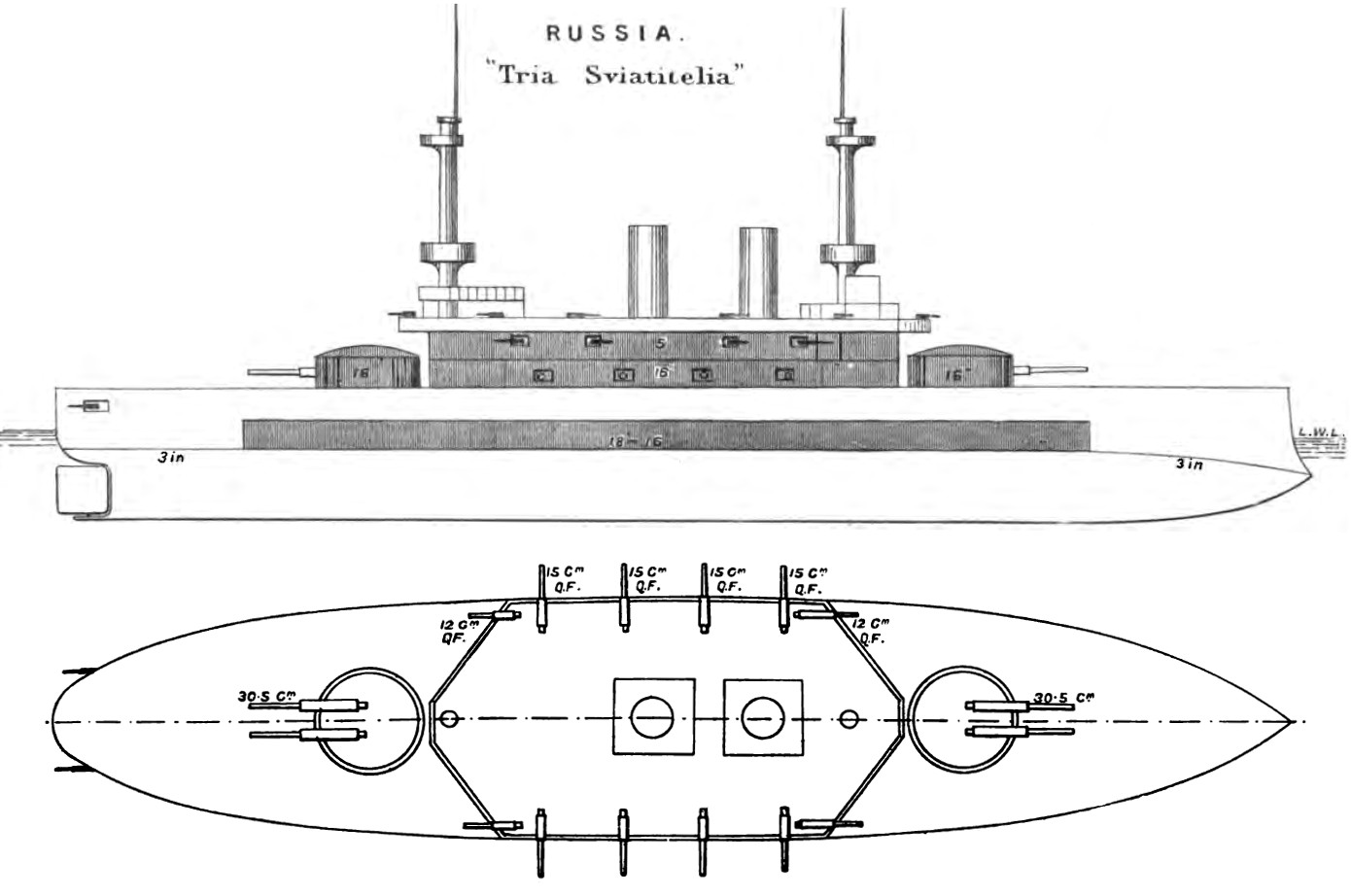
根据《布拉西海军年鉴》（1896年版）中描述的“三圣徒”号右侧侧面图和甲板平面图。

“三圣徒”号的设计是基于波罗的海舰队战列舰“纳瓦林”号的放大版本，在装甲和武器装备方面做了一些改进。该舰水线长371英尺（113.1），总长378英尺（115.2），舷宽73英尺3英寸（22.3），吃水深28英尺6英寸（8.7），排水量为13,415長噸（13,630公噸），比设计排水量12,480長噸（12,680公噸）多800長噸（813公噸）。该舰的稳心高度为5.58英尺（1.7）。

### 推进器
“三圣徒”号装有两台由英国汉弗莱斯和坦南特公司制造的三缸垂直三胀蒸汽机，总设计输出功率为10,600匹指示馬力（7,900千瓦特）。蒸汽由14座圆柱形火管锅炉以128磅力每平方英寸（883千帕斯卡；9千克力每平方）的压力提供给发动机，驱动一对四叶螺旋桨。在海试中，动力装置总共产生了11,308匹指示馬力（8,432千瓦特），最高时速为16.5節（30.6每小時；19.0英里每小時）。该舰满载时最多运载1,000長噸（1,000公噸）的煤炭，能以10節（19每小時；12英里每小時）的速度行驶2,250海里（4,170；2,590英里）。该舰还装有三台发电机，总输出功率为305千瓦，但这些发电机太小，不能提供足够的电力来支持所有的电气设备同时运行。

### 武装
“三圣徒”号的主要装备包括四门40倍径12英寸（305）奥布霍夫1895型火炮，分别安装在舰艏和舰尾的液压驱动双联炮塔内。每座炮塔的射击弧度为270°。两发炮击之间的射击间隔为105秒，射击角度最高为+15°，最低可下降到-5°。这种炮发射731.3英磅（331.7）的炮弹，炮口初速为2,598英尺每秒（792每秒），炮口10°仰角时射程为12,010碼（10,980），每门炮备弹75发。
所有8门45倍径6英寸（152）卡内特1892型火炮都被安装在上层甲板的炮廓内。这些火炮可以上仰到最大20°，下降到-5°，所发射的炮弹重达91.27磅（41.40），炮口初速为2,600英尺每秒（790每秒），可在最大仰角时达到12,600碼（11,500）的最大射程。
反鱼雷艇装备由大量不同口径的炮组成。四门45倍径4.7英寸（119）卡内特1892型火炮安装在上层建筑的四角。该炮发射45.15英磅（20.48）的炮弹，射程约11,000碼（10,000），炮口速度为2,700英尺每秒（820每秒）。射速在每分钟12到15发之间。还安装有10门47（1.9英寸）霍奇基斯机炮，其中6门在两舷的4.7英寸炮之间，2门在上层建筑的前端，2门在舰体尾部的炮眼。这些炮使用3.3英磅（1.5）炮弹，炮口初速为1,476英尺每秒（450每秒），每分钟20发，射程为2,020碼（1,850）。另外有40门37（1.5英寸）霍奇基斯炮，每座战斗桅楼安装有8门，上层建筑顶部安装8门，舰体前后的小炮膛内安装12门，其余4门的位置不确定。这些炮发射1.1英磅（0.50）炮弹，炮口初速为1,450英尺每秒（440每秒），每分钟20发，射程为3,038碼（2,778）。
“三圣徒”号装有6具15英寸（381）鱼雷发射管。前甲板侧舷的两具发射管安装在水下，但其他四具都安装在水上，舰首和舰尾各1具，舰尾两舷各装1具。所使用的L型鱼雷携带141英磅（64）TNT弹头。这种鱼雷有两种速度设置，速度为25節（46每小時；29英里每小時）时最大航程为980碼（900），而速度为29節（54每小時；33英里每小時）时，最大航程为660碼（600）。

### 防护
“三圣徒”号是第一艘使用哈维装甲的俄罗斯军舰。其装甲由英国的维克斯公司以及法国的施耐德公司和圣查蒙德公司制造。该舰水线装甲带的最大厚度是18英寸（457），在弹药库部位减薄为16英寸（406）。而这也是同时期俄罗斯战列舰所装备的最厚的装甲。这条装甲带覆盖了舰身约246英尺（75.0）的部位，高度为8英尺（2.4），而在底端厚度逐渐下降到9英寸（229）。装甲带的上部18英寸（457.2）原本设计要在吃水线以上。但最终因舰体超重，大部分水线装甲带都沉于水线以下。水线装甲带由14—16英寸（356—406）横向隔舱壁连接。
下层炮廓位于水线装甲带上方，长218英尺（66.4），高8英尺，用于保护炮塔的底部。该炮廓侧面装甲后16英寸，前后方向也由16英寸的横向舱壁封闭。上层炮廓保护着六英寸炮，四周都有5英寸（127）厚的装甲，炮塔的侧面是16英寸（406）厚装甲，而指挥塔的侧面装甲厚12英寸（305）。镍钢装甲甲板的厚度在下层炮廓部分为2英寸（51），但在主装甲带前后至船首和船尾的部分，厚度达到3英寸（76）。

### 1911-1912年大修
“三圣徒”号战列舰在1911年11月至1912年8月之间进行了改造。此前考虑过多种不同的提案，包括一项提案是将所有过时的哈维装甲替换为新式的克虏伯装甲，以及其他更换其主炮或炮塔的提案，但这些都因为过于昂贵而被否决。最终，该舰的桅杆和战斗桅楼被杆状桅杆取代，除了保留两门47毫米炮用作敬礼炮外，其余所有的轻型炮和鱼雷发射管都被拆除。该舰原有的4.7英寸炮被四门装有防护罩的6英寸炮取代，这些炮被安装于上层炮廓的顶部。上层炮廓被加以改造用来容纳两门额外的6英寸炮，而舰体的上层建筑被缩小。这次大修中，该舰主炮的最大仰角被提高到25°，炮闩和装填机构得到升级，以提高射速到每40秒发射一发。这些改动也使得该舰的排水量减少了近100長噸（102公噸），并且在改造后的海试中，依然达到了16節（30每小時；18英里每小時）的航速。

## 服役
“三圣徒”号战列舰是以东正教的三位圣主教命名的。该舰由尼古拉耶夫造船厂建造，于1891年8月15日开工，尽管实际的建造工作大约在1891年1月就开始了。该舰于1893年11月12日下水，并于次年转至塞瓦斯托波尔进行舾装。官方记录显示该舰在1895年加入黑海舰队服役，但海试直到1896年的9月至10月才开始。1899年，“三圣徒”号成为世界上第一艘装备有无线电的船只。其舰载无线电装置是由俄罗斯物理学家亚历山大·斯捷潘诺维奇·波波夫设计的，其通讯范围约为3英里（4.8）。该舰在1905年6月30日试图夺回叛变的“波将金”号战列舰的作战行动中，是海军少将F·F·维什涅维茨基（Ф. Ф. Вишневецкий）的旗舰。该舰的前部战斗桅楼在1908年左右被拆除。

### 第一次世界大战
“三圣徒”号战列舰在1914年11月17日的早晨，伴随着前无畏舰“叶夫斯塔菲”号（旗舰）、“金口约翰”号、“潘捷莱蒙”号（原“波将金”号）以及“罗斯季斯拉夫”号战列舰，一起炮击了特拉比松。次日在返回塞瓦斯托波尔的途中，这支舰队遭到奥斯曼土耳其海军旗下战列巡洋舰“严君塞利姆苏丹”号（原德国海军战列巡洋舰“戈本”号）和轻巡洋舰“米迪利”号（原德国海军轻巡洋舰“布雷斯劳”号）拦截，这场战斗后来被称为萨雷奇角战役。尽管是中午时分，但雾蒙蒙的天气使得双方主力舰队最初并未看到彼此。黑海舰队在战前就试验过由一艘位于三艘战列舰中间的“主舰”输出设计参数来控制位于前后的“从舰”集中火力进行攻击的所谓“三位一体”射击法。而在这次作战中，作为“从舰”的“叶夫斯塔菲”号在“主舰”“金口约翰”号能看到敌方之前一直没有开火。当炮击指令终于传达下来时，其射击参数中的炮击距离比“叶夫斯塔菲”号自己估计的8,000碼（7,300）还多了4,000碼（3,700）。为此先头的“叶夫斯塔菲”号在“严君塞利姆苏丹”号转向以便进行舷侧齐射之前就参照自己测算的数据对其开火了。然而，“三圣徒”号还是使用了“金口约翰”号下达的不准确距离数据进行炮击，因此全数射失。
1915年3月18日，“三圣徒”号与“罗斯季斯拉夫”号一起轰炸了博斯普鲁斯海峡口的奥斯曼防御工事，但在北上重新加入掩护舰队之前只发射了105发炮弹。“三圣徒”号和“罗斯季斯拉夫”号原计划在第二天再次返回进行轰炸，但因大雾而取消行动。4月3日，包括“严君塞利姆苏丹”号在内的土耳其海军舰队袭击了俄罗斯的敖德萨港口。为此，俄罗斯战列舰队出动拦截。虽然这些战列舰全天追击“严君塞利姆苏丹”号，但因双方航速差距，始终无法达到有效射程，最终被迫中断追击。4月25日，“三圣徒”号和“罗斯季斯拉夫”号再次轰炸博斯普鲁斯的堡垒。“三圣徒”号、“罗斯季斯拉夫”号和“潘捷莱蒙”号在5月2日和3日再次轰炸海峡的堡垒。然而，这次除了三艘战列舰之间共计发射了337发主炮弹外，还额外发射了总计528发6英寸炮弹。
1915年5月9日，“三圣徒”号和“潘捷莱蒙”号返回炮击博斯普鲁斯海峡要塞，而余下的旧式战列舰则负责掩护。“严君塞利姆苏丹”号拦截了掩护舰队的三艘舰只，但双方都没有造成任何伤害。“三圣徒”号和“潘捷莱蒙”号重新加入其同伴，后者遭“严君塞利姆苏丹”号击中两发炮弹，之后脱离战斗。之后俄罗斯舰队又追了“严君塞利姆苏丹”号六个小时才放弃追击。1915年，“三圣徒”号分别在每个炮塔顶部都安装了一对63.5（2.50英寸）高射炮，又在烟囱顶部增加了格栅以防止轻型炸弹的袭击。在无畏舰“玛丽皇后”号服役之后，1915年8月12日，“三圣徒”号和其他所有的旧式战列舰都被转交到第二战舰旅。1916年，“三圣徒”号执行了安纳托利亚海岸线的沿岸炮击和反航运任务。
“三圣徒”号在1917年二月革命期间在塞瓦斯托波尔进行改装。由于无法移动，该舰在1918年5月被德军在塞瓦斯托波尔俘获，并在停火协定后于1918年12月交给了协约国。1919年4月24日，英军在克里米亚离开时破坏了该舰的引擎，以防止布尔什维克将其用于对抗俄国白军。该舰在俄国内战期间被双方先后俘获，但在俄国白军于1920年11月撤离克里米亚时被弃置。尽管该舰在1923年被拆解，但直到1925年11月21日才被从海军名单中除名。

## 脚注

### 引文
1. ↑  《国际展望》 2005年，第20期，第86页
2. ↑  《俄国与苏联海上力量史》 1983年，第679页
3. ↑  杨冯生 (2021)，第114頁.
4. ↑  McLaughlin (2003)，第73頁.
5. 1 2  McLaughlin (2003)，第72頁.
6. ↑  McLaughlin (2003)，第73–74頁.
7. ↑  McLaughlin (2003)，第46頁.
8. ↑  McLaughlin (2003)，第72, 75–76頁.
9. ↑  McLaughlin (2003)，第74–75頁.
10. ↑  . Navweaps.com. 12 January 2009  [22 December 2009]. （原始内容存档于2013-12-26） （英语）.
11. ↑  . Navweps.com. 12 January 2009  [22 December 2009]. （原始内容存档于2016-01-19） （英语）.
12. 1 2 3 4 5 6 7  McLaughlin (2003)，第75頁.
13. ↑  . Navweaps.com. 16 March 2006  [18 February 2010]. （原始内容存档于2013-12-26） （英语）.
14. ↑  . Navweaps.com. 1 December 2006  [22 December 2009]. （原始内容存档于2010-11-26） （英语）.
15. ↑  . 1 December 2006  [22 December 2009]. （原始内容存档于2012-05-04） （英语）.
16. ↑  . Navweaps.com. 19 November 2008  [16 June 2010]. （原始内容存档于2016-03-30） （英语）.
17. ↑  Campbell (1979)，第180頁.
18. ↑  McLaughlin (2003)，第289頁.
19. ↑  McLaughlin (2003)，第72, 76頁.
20. ↑  McLaughlin (2003)，第158頁.
21. 1 2 3  McLaughlin (2003)，第76頁.
22. ↑  McLaughlin (2003)，第292頁.
23. ↑  McLaughlin (2003)，第303–304頁.
24. ↑  章骞 (2013)，第381-392頁.
25. 1 2  Nekrasov (1992)，第49, 54頁.
26. ↑  Halpern (1995)，第230頁.
27. ↑  Halpern (1995)，第231頁.
28. ↑  McLaughlin (2003)，第304頁.
29. ↑  McLaughlin (2003)，第310頁.

## 期刊来源
- 倪海宁. . 国际展望 (上海市: 上海市国际问题研究院). 2005, (20)  [2016-06-26]. ISSN 1006-1568. （原始内容存档于2016-06-26） （中文（中国大陆））.